# La Chapelle-de-la-Tour
La Chapelle-de-la-Tour ist eine französische Gemeinde mit 1.936 Einwohnern (Stand: 1. Januar 2022) im Département Isère in der Region Auvergne-Rhône-Alpes. La Chapelle-de-la-Tour gehört zum Arrondissement La Tour-du-Pin und zum Kanton La Tour-du-Pin. Die Einwohner werden Chapelands genannt.

## Geographie
La Chapelle-de-la-Tour liegt etwa 55 Kilometer südöstlich von Lyon. Umgeben wird La Chapelle-de-la-Tour von den Nachbargemeinden Dolomieu im Norden und Nordosten, Faverges-de-la-Tour im Osten, Saint-Clair-de-la-Tour im Süden, La Tour-du-Pin im Südwesten sowie Saint-Jean-de-Soudain im Westen und Südwesten.

## Weblinks

Dorfkirche auf einer alten Postkarte

## Bevölkerungsentwicklung
| Jahr                       | 1962 | 1968 | 1975 | 1982 | 1990 | 1999 | 2006 | 2016 |
| -------------------------- | ---- | ---- | ---- | ---- | ---- | ---- | ---- | ---- |
| Einwohner                  | 756  | 725  | 811  | 1044 | 1295 | 1384 | 1580 | 1807 |
| Quellen: Cassini und INSEE |      |      |      |      |      |      |      |      |

## Sehenswürdigkeiten
- Himmelfahrts-Kirche